# Berga, Vingåker
Berga herrgård i Vingåker är en byggnad i Västra Vingåkers socken, Vingåkers kommun. Mangården är uppförd 1875 efter ritningar av en liknande herrgård i Frankrike.